# Изетбегович, Бакир
Баки́р Изетбе́гович (босн. Bakir Izetbegović; род. 28 июня 1956, Сараево) — боснийский политик, член Президиума Боснии и Герцеговины от боснийских мусульман с 6 ноября 2010 по 20 ноября 2018 года. На выборах 2014 года набрал большинство голосов, но проиграл выборы 2022 года, набрав 37% голосов.

## Биография
Родился 28 июня 1956 года в Сараево. Он сын первого президента независимой Боснии и Герцеговины Алии Изетбеговича и Халиды Реповац.
После окончания школы учился на архитектурном факультете Сараевского университета, который окончил в 1981 году. В дальнейшем работал консультантом в архитектурной компании.
Он внёс большой вклад во многие общественные мероприятия – он был членом правления ФК Сараево, членом правления КК Босна Роял и членом правления Мусульманского гуманитарного общества «Мерхамет» и членом Совета Исламского сообщества Боснии и Герцеговины.

## Семья
Отец — Алия Изетбегович (1925—2003) — боснийский политик, писатель и философ, в 1990 — 1996 годы — президент Республики Боснии и Герцеговины, мать — Халида Изетбегович.
Женат, от брака имеет дочь Ясмину. На шариатской свадьбе Ясмины в 2021 году присутствовал президент Турции Реджеп Эрдоган. Через год последовал развод.
Говорит по-английски. Живёт в Сараево.